# Конституция Шлезвиг-Гольштейна
Конституция федеральной земли Шлезвиг-Гольштейн (нем. Verfassung des Landes Schleswig-Holstein) от 13 декабря 1949 года — основной нормативно-правовой акт федеральной земли Шлезвиг-Гольштейн, вступивший в силу 12 января 1950 года под названием Земельный статут федеральной земли Шлезвиг-Гольштейн (нем. Landessatzung für Schleswig-Holstein). Конституционная и парламентская реформа привела к изменению названия основного нормативно-правового акта 13 июня 1990 года. Текущее название Конституция федеральной земли Шлезвиг-Гольштейн принято 2 декабря 2014 года.

## История

### Предыстория
В первой половине XIX века немецкий юрист и чиновник на датской службе Уве Йенс Лорнсен уже проводил предварительную работу по разработке конституционного положения герцогств Шлезвиг и Гольштейн, которые находились под властью датской короны. В то время Шлезвиг был территорией Дании, Гольштейн — государством-членом Германского союза, но обе территории управлялись датским королем, который являлся герцогом Шлезвига и Гольштейна, согласно личной унии. Лорнсен, однако, требовал большей автономии Шлезвиг-Гольштейна в рамках датской политики, для которой все ещё был характерен абсолютизм.

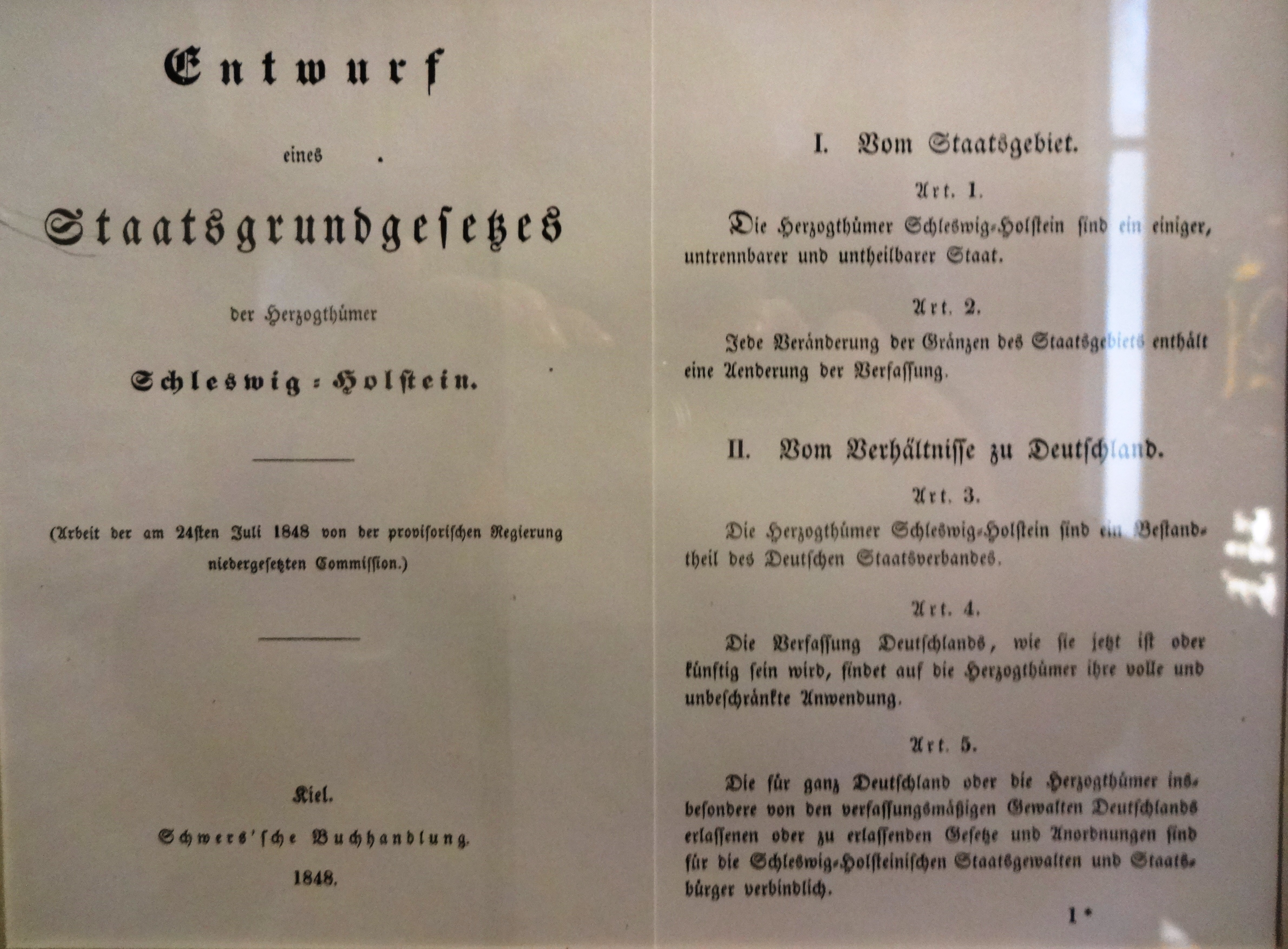
Проект основного государственного закона Шлезвиг-Гольштейна (1848)

В начале датско-прусской войны 24 июля 1848 года специальная комиссия Временного правительства уже представила проект «Основного государственного закона для герцогств Шлезвиг и Гольштейн». Статья 3 этого проекта гласила: «Герцогства Шлезвиг и Гольштейн являются частью Союза германских государств». В 1854 году датскому правительству предоставили на рассмотрение конституцию Шлезвига и Гольштейна.
После Второй мировой войны Шлезвиг-Гольштейн находился под властью британской военной администрации. В 1946 году она издала временный земельный статут в качестве временной конституции. Назначенный парламент земли одобрил этот статут 12 июня 1946 года. До принятия конституции 1949 года эта временная конституция составляла правовую основу законодательства земли Шлезвиг-Гольштейн.

### Возникновение
В 1949 году первый выборный Ландтаг федеральной земли Шлезвиг-Гольштейн, которая возникла из одноимённой прусской провинции, принял статут федеральной земли. Термин «статут» вместо «конституция» был выбран потому, что он, как и Основной закон Федеративной Республики Германия, должен действовать только до тех пор, пока разделенная Германия не будет воссоединена в едином государстве.
Обсуждение конституции проходило в неблагоприятной атмосфере. После выборов в Ландтаг Шлезвиг-Гольштейна в 1947 году СДПГ имела абсолютное большинство, несмотря на то, что доля голосов. отданных за неё, составила всего 41,1 %. На общинных выборах 24 октября 1948 года и выборах в Бундестаг 1949 года ХДС оказался даже сильнее, чем СДПГ. Из-за этого конъюнктура СДПГ отклонила требование оппозиции о созыве конституционного собрания и постановила, что Ландтаг должен принять статут федеральной земли. Противодействие оппозиционных партий конституционному регулированию, согласно которому конституция должна быть принята абсолютным большинством голосов (для будущих поправок к конституции требуется 2/3 голосов), было ещё более жестким.
Этими поправками СДПГ намеревалась навсегда закрепить крайне неоднозначные ключевые моменты своей политики: шестилетнее начальное образование и земельную реформу.
После того, как министр внутренних дел Вильгельм Кебер представил 24 октября 1949 года проект статута федеральной земли, в котором содержались эти положения, депутат Герман фон Мангольдт от ХДС потребовал, чтобы ХДС не принимал участие в конституционных обсуждениях при существующем порядке вещей, в результате христианские демократы обратился в Федеральный конституционный суд. Союз южношлезвигских избирателей также выразил резкую критику процедуры принятия и проекта конституции.
СДПГ не была готова пойти навстречу пожеланиям оппозиции. Таким образом, консультации проходили только с депутатами СДПГ и СЮИ. ХДС в качестве своих наблюдателей отправил только Ханса-Юргена Клинкера и Эмми Лютье.
Президент Ландтага Герман Людеманн (СДПГ) попытался найти компромисс, предложив удалить абзац о шестилетнем начальном обучении. Его партия отвергла это предложение, аргументируя это тем, что другое будущее большинство в Ландтаге может отменить это положение.
Из-за такой конъюнктуры обсуждение проекта привело лишь к нескольким изменениям. По сравнению с изначальной версией, продолжительность деятельности Ландтага была увеличена с 3 до 4 лет (хотя это положение должно применяться только после следующих парламентских выборов), также а конституцию был внесен пункт о конструктивном вотуме недоверия. Положение о земельной реформе (статья 8) и начальном образовании осталось в конституции. Конституция была принята 13 декабря 1949 года голосами 42 депутатов от СДПГ против голосов двух наблюдателей от ХДС и СЮИ. Воздержались только два депутата от СЮИ: Бертольд Бансен и Виктор Граф фон Ревентлов-Криминил.

### Поправки 1950 года
Попытки СДПГ защитить основные положения своей политики посредством конституции от формирования справедливого демократического мнения не увенчались успехом. На выборах в Ландтаг в 1950 году она потеряла 16,3 % голосов и была вынуждена перейти в оппозицию. 20 ноября 1950 года конституционные положения о шестилетнем начальном обучении и земельной реформе были исключены из статута федеральной земли (GVOBl. Schl.-H. S. 391.

### Версия 1990 года
Кильское дело, спровоцированное политическим скандалом вокруг тогдашнего премьер-министра Уве Баршеля привело в 1990 году к всеобъемлющей конституционной и парламентской реформе, в результате которой был принят закон о внесении поправок в статут федеральной земли Шлезвиг-Гольштейн от 13 июня 1990 года.

### Реформа 2014 года
В апреле 2013 года все парламентские группы решили создать специальный комитет по «конституционной реформе» с целью следующих изменений в конституцию:
- Введение преамбулы
- Введение свода основных прав
- Свободу образования для меньшинств
- Укрепление парламента по европейской многоуровневой системе
- Улучшение сотрудничества с другими федеральными землями
- Укрепление прямых демократических возможностей для участия граждан в политической жизни федеральной земли
- Удовлетворение конституционной жалобы и права на иск к Счетной палате федеральной земли Шлезвиг-Гольштейн
- Пересмотр муниципального финансового выравнивания
- Включение дальнейших национальных целей

В рекомендациях специальной комиссии также рассматривались предложения населения и ассоциаций, некоторые из которых также были приняты во внимание. Голосование в Ландтаге состоялось 8 октября 2014 года. 61 из 66 присутствующих депутатов проголосовали за межфракционное предложение о внесении поправок в конституцию. Новая конституция снижает кворумы для референдумов. Защита цифровой конфиденциальности и дальнейшее развитие основных цифровых услуг, возможность национального образования для датского меньшинства получили конституционный статус. Прием в образовательные учреждения учеников с ограниченными возможностями и «близкое» к гражданам правительство также являются национальными задачами (в конституции говорится о «национальных (земельных) целях»). Ландтагу было предоставлено больше прав, согласно реформе он может заставлять земельное правительство подавать конституционные жалобы в Федеральный конституционный суд. В Ландтаге не было большинства касательно упоминания о Боге в конституции. Две инициативы по упоминанию Бога в конституции также были отклонены в июле 2016 года.

## Содержание
Согласно статье 1, Шлезвиг-Гольштейн является федеральной землей-членом Федеративной Республики Германия. Как и в Основном законе, конституция федеральной земли предписывает разделение полномочий между законодательной властью (Ландтаг), исполнительной властью (земельное правительство) и судебной властью (суды федеральной земли). Ещё один конституционный орган — Счетная палата. Кроме того, существует так называемое вертикальное разделение полномочий между земельным и муниципальным уровнями, у каждого из которых есть свои обязанности и задачи. Конституция также содержит всемирно признанные элементы прямой демократии.
Новым элементом конституции с 1990 года являются так называемые земельные объективные положения, например, защита меньшинств фризских и датских этнических групп, постановление Ландтага от 14 ноября 2012 года о немецких синти и рома в федеральной земле (ст. 5), поддержка равенства между мужчинами и женщинами (ст. 6), защита естественных основ жизни (ст. 7) или защита и развитие культуры, включая нижненемецкий язык (ст. 9).
До создания конституционного суда Шлезвиг-Гольштейна в мае 2008 года юрисдикция над конституционными спорами на территории федеральной земли принадлежала Федеральному конституционному суду.